# Sindrome della vena cava superiore
Per sindrome della vena cava superiore, anche detta ostruzione della vena cava superiore, in campo medico, si intende la condizione in cui la vena cava superiore subisce modifiche patologiche che la portano a restringersi o comunque ad un'ostruzione della stessa.

## Sintomatologia
Fra i sintomi e i segni clinici ritroviamo cefalea, gonfiore, edema a mantellina, turgore giugulare, edema di laringe e altre parti del corpo sempre nella sua parte superiore, capogiri. Ogni disturbo aumenta di intensità quando la persona è in posizione sdraiata o seduta.

## Eziologia
Diverse sono le cause che portano a tale manifestazione, fra cui l'infiammazione del mediastino, fibrosi, gozzo tiroideo, aneurisma aortico, presenza di neoplasia, malattie infettive come istoplasmosi. Può anche essere dovuto ad un'operazione chirurgica condotta in maniera errata.

## Esami
Per una corretta diagnosi della sindrome si utilizzano diversi esami: radiografia del torace, tomografia computerizzata, risonanza magnetica, venografia e flebografia.

## Terapia
Si somministrano diuretici ed eparina, inserimento di stent; esistono poi diverse possibilità chirurgiche a seconda della causa, come l'escissione in caso di fibrosi.